# Max Weber (Leichtathlet)
Max Weber (* 24. Januar 1922 in Laucha; † 29. August 2007 in Leipzig) war ein deutscher Leichtathlet und Olympiateilnehmer, der – für die DDR startend – Ende der 1950er Jahre bis 1960 im 50-km-Gehen erfolgreich war. Bei den Europameisterschaften 1958 gewann er die Bronzemedaille (4:19:58,6 h). Bei den Olympischen Spielen 1960 belegte er Platz 13 (4:44:48 h). Er startete jeweils in einer gemeinsamen Mannschaft beider deutscher Staaten.
Max Weber gehörte dem SC Dynamo Berlin an. In seiner Wettkampfzeit war er 1,82 m groß und 65 kg schwer.